# 228 (число)
Вижте пояснителната страница за други значения на 228.
228 (двеста двадесет и осем) е естествено, цяло число, следващо 227 и предхождащо 229.
Двеста двадесет и осем с арабски цифри се записва „228“, а с римски – „CCXXVIII“. Числото 228 е съставено от три цифри от позиционните бройни системи – 2 (две), 8 (осем).

## Общи сведения
- 228 е четно число.
- 228-ият ден от невисокосна година е 16 август.
- 228 е година от Новата ера.